# Deportation ~but, never too late~
Deportation ~but, never too late~ è un brano musicale di Masami Okui scritto da Yabuki Toshiro e dalla stessa Okui, e pubblicato come singolo il 24 aprile 2001 dalla Starchild. Il singolo è arrivato alla cinquantatreesima posizione nella classifica settimanale Oricon. Il brano è stato utilizzato come sigla d'apertura del programma televisivo Konya wa Pune Pune trasmesso da NTV.

## Tracce
CD singolo KICM-1017
1. DEPORTATION ~but, never too late~
2. Jounetsu (情熱)
3. DEPORTATION ~but, never too late~ (instrumental)
4. Jounetsu (instrumental)
5. DEPORTATION ~but, never too late~ (A.C ver.)

Durata totale: 25:48

## Classifiche
| Classifica (2001)                        | Posizione più alta |
| ---------------------------------------- | ------------------ |
| Giappone (Classifica settimanale Oricon) | 53                 |